# Scissor Sisters
Scissor Sisters este o formație americană mixtă, formată în 2001. Majoritatea pieselor lor sunt în genurile muzicale disco, glam rock și pop. Au obținut șapte hituri de top20 în clasamentul britanic.

## Premii
- Premiul Bambi (2006)